# Проспект Ленина (Волжский)

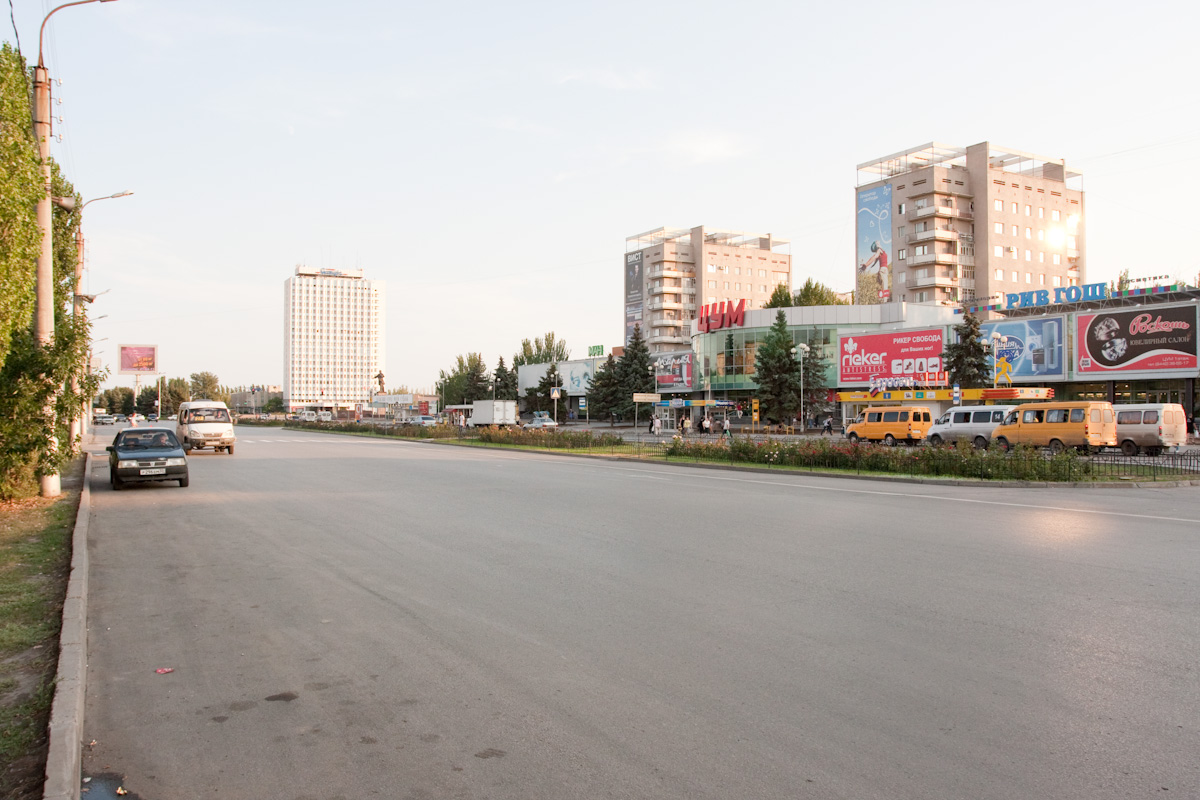
Центр города. Проспект Ленина, ЦУМ и гостиница «Ахтуба»

Проспект Ленина — одна из центральных улиц и главная автомагистраль в городе Волжский Волгоградской области. Проходит с северо-запада на юго-восток по всей длине города — от моста через Волжскую ГЭС до посёлка Металлург.
На проспекте Ленина располагается ряд площадей:
- Дворцовая площадь (на пересечении с Фонтанной улицей)
- Площадь Свердлова
- Площадь Ленина (на пересечении с улицей Энгельса)

Проспект Ленина — самая длинная улица в городе, его протяженность составляет 13 км. На проспекте выстроены дома и общественные здания улучшенной архитектуры.

## Объекты, расположенные на проспекте
- Межвузовская библиотека им. С. Р. Медведева (1951)[1]
- Центральная библиотека г. Волжский
- здание администрации города (1958)
- Дворец культуры Волгоградгидростроя (ВГС, 1955)
- Главпочтамт
- Развлекательный центр «Спутник»
- Торговый центр Il Faro
- ЦУМ

- ДК «Октябрь»
- самый длинный в городе 1000-квартирный жилой дом (в 42-м квартале)
- Центральный рынок
- Центр трансплантации почки и диализа (13 мкр.)

Аквапарк (27 мкр.).

## Транспортное значение
Проспект Ленина — важная транспортная артерия города. По этой улице проходят многочисленные автобусные маршруты, соединяющие различные районы города, а также ведущие в Волгоград, посёлок Средняя Ахтуба и другие населённые пункты в окрестностях города.
По проспекту Ленина проходит транзитный транспорт из Волгограда в сторону Астрахани.